# Bruce Kent (Radsportler)
Leonard Bruce Kent (* 23. Oktober 1928 in Auckland; † 9. Mai 1979 in Waitangi (Northland)) war ein neuseeländischer Radrennfahrer.

## Sportliche Laufbahn
Kent war im Bahnradsport aktiv. Er war Teilnehmer der Olympischen Sommerspiele 1956 in Melbourne. In der Mannschaftsverfolgung wurde Neuseeland mit Warwick Dalton, Donald Eagle, Bruce Kent und Neil Ritchie auf dem 5. Rang klassiert.